# سینسترو
ثال سینسترو (Thaal Sinestro) (‎/sɪˈnɛstroʊ/‎) یک شخصیت خیالی ابرشرور است که در کتاب‌های کمیک آمریکایی منتشر شده توسط دی‌سی کامیکس، و به‌ویژه آن‌هایی که دارای گرین لنترن هستند حضور دارد. سینسترو یکی از اعضای سابق سپاه گرین لانترن بود که به دلیل سوءاستفاده از قدرتش، از سپاه لنترن خلع و تبعید شد. او بزرگ‌ترین دشمن هال جردن و مؤسس سپاه سینسترو است.
سینسترو در سال ۲۰۱۱ اولین فیلم سینمایی خود را در فیلم گرین لنترن با بازی مارک استرانگ انجام داد.

## تاریخچه انتشارات

اولین حضور سینسترو در گرین لنترن (جلد ۲) شماره ۷ (اوت ۱۹۶۱). اثری از گیل کین.

این شخصیت توسط جان بروم و گیل کین خلق شد و اولین بار در فانوس سبز (جلد ۲) شماره ۷ (اوت ۱۹۶۱) ظاهر شد.
در سال ۲۰۰۹، IGN، سینسترو را به عنوان پانزدهمین ابرشرور کمیک بوک در همه زمان‌ها رتبه‌بندی کرد.

## زندگی‌نامه

### فانوس سبز
سینسترو در سیاره کوروگار در بخش فضایی ۱۴۱۷ متولد شد. ارادت او به حفظ نظم در اصل در شغل قبلی وی، یک انسان‌شناس (کوروگاری‌شناس) متخصص در بازسازی ویرانه‌های تمدن‌های دیرینه ظاهر شد. یک روز در حالی که او در یکی از این مکان‌ها بود، یک فانوس سبز به نام پرول گوسگوتا به کوروگار سقوط کرد و زخمی شد و ظاهراً در حال مرگ بود. او به سرعت حلقه را به سینسترو داد. به کسی که حتی نمی‌دانست چطور از حلقه استفاده کند، و مجبور شد با یک Weaponer از Qward بجنگد. با این حال، سینسترو مجبور شد ویرانه‌هایی را که مدت زمان خود را برای بازیابی صرف کرده بود، نابود کند تا weaponer را نابود کند. پس از آن، معلوم شد که گوسگوتا هنوز زنده است و خواستار بازگرداندن حلقه او شد تا او را به اندازه کافی زنده نگه دارد تا درخواست کمک کند. سینسترو، متوجه شد این بدان معناست که نمی‌تواند یک فانوس سبز باشد. در عوض اجازه داد تا گوسگوتا بمیرد و خود فانوس سبز شود. نگهبانان از اقدامات وی بی اطلاع بودند.
در فانوس سبز شماره ۴۵، همسرش برای اولین بار در یک فلش بک نشان داده می‌شود و خواهر آبین سور است. اسم او آرین سور بود.
هنگامی که هال جردن به سپاه گرین لانترن پیوست، سینسترو به عنوان مربی او منصوب شد. جوردن از روش‌های توتالیتر مربی جدید خود وحشت داشت، هرچند سینسترو معتقد بود که قوانین سفن و سخت او برای محافظت از مردمش در برابر نیروهای بیگانه ضروری است. جوردن در حین آموزش، به سینسترو کمک کرد تا حمله به کوروگار توسط فرماندهان جنگی که به خوند معروف است، دفع کند. هنگامی که جوردن از دیگر فانوس‌های سبز خواستار کمک شد، دیکتاتوری سینسترو برملا شد و وی مجبور شد برای مجازات در مقابل نگهبانان گیتی حاضر شود.
کاتما تویی، رهبر کوروگاری جنبش مقاومت، کسی که احساس می‌کرد «حفاظت» سینسترو، مردمش را از رشد ارتباطات با دیگر گونه‌ها دور نگه داشته، به عنوان جانشین سینسترو در کورپس پذیرفته شد. گرچه سرانجام کاتما تویی به یکی از مورد احترام‌ترین فانوس‌های سبز تبدیل شد، اما او و کوروگاری‌ها، در ابتدا در برابر انتصاب وی در کورپس مقاومت کردند. به دلیل اقدامات سینسترو، کوروگار به نماد سپاه گرین لانترن و نمادی از ترور و ستم در نظر گرفته شده بود.

### مجازات و شرارت
نگهبانان جای مقابله با ترس، تصمیم گرفتن تا سینسترو را به آنتی‌متر یونیورس تبعید کنند. آنتی‌متر یونیورس جایی برعکس جهان ماست. سیسنترو در نهایت به دنیای آنتی‌مترِ کوآرد تبعید شد. که کوآرد، نقطه مقابل نگهبانان در OA است. کوآرد، توسط نژادی از جنگجویان و دانشمندان که به معروف وپنر (weaponer) هستن، اداره می‌شود، که نفرت شدیدی از نگهبانان و فانوس‌های سبز دارند. نگهبانان با تبعید سینسترو به جهانی که توسط موجودات شیطانی اداره می‌شد، که از او به عنوان فانوس سبز نفرت داشتند، امیدوار بودند که این مجازات او را ادب کنند (تنبیهی که مد نظر داشتن تا دوباره او را به راه درست برگردانند). با این حال، تلاش آنها در مجازات یک اشتباه بزرگ بود. سینسترو معتقد بود که توسط استادان سابق خود مورد ظلم واقع شده‌است و اکنون درست مانند وپنرها از آنها متنفر شد. با پیشنهاد وپنرها برای کمک به سینسترو برای انتقام از نگهبانان و سپاه‌ها، سینسترو و وپنرها با نفرت مشترک خود از نگهبانان متحد شدند.
با ساخت حلقه زرد، برای سیسنترو، وپنرها توانستند او را به جهان اصلی برگردانند. سینسترو به سرعت به یکی از بزرگ‌ترین قویترین دشمن سپاه سبز تبدیل شد، بخشی از این به دلیل ضعف حلقه‌ها بود که رنگ زرد بر روی آن‌ها تأثیر می‌گذاشت. با وجود این، فانوس‌های سبز ماهر مثل جوردن، منفورترین دشمن سینسترو، همیشه راهی برای شکست دادنش پیدا می‌کرد.

### قبل از بحران (pre-crisis)
سینسترو در ابتدا، هل را وقتی دید که با کوآرد متحد شده بود. هل سه بار وپنرها را شکست داده بود. سینسترو با استفاده از دستگاهی که می‌توانست مردم را به کوآرد منتقل کند، سعی در ربودن هل داشت و با تهدید به کشتن ۱۰۰۰۰۰ نفری که هنگام استفاده از این وسیله در شهر استفاده شده بود، جوردن را در حباب زردی زندانی کرد (نقطه ضعف فانوس سبز تا مدت‌ها، رنگ زرد بود). با این حال هل از حلقش، برای جلو کشیدن ساعت (زمان) استفاده کرد و باعث شد سینسترو فکر کند که انرژی حلقه او تمام شده‌است. هنگامی که هل از گوی حبابی آزاد شد، سینسترو توسط هل شکست خورد و در یک حباب سبز زندانی شد، هر چند این کار خلاف نظر نگهبانان بود. اما سینسترو با استفاده از حلقه ای که می‌تواند قدرت حلقه فانوس سبز را تخلیه کند، فرار کرد و به تهدید هل ادامه داد. او بعد از به دام انداختن هل، سعی کرد تا به نگهبانان حمله کند. خود را به شکل هل درآورد (یکی از قدرت‌های حلقه) تا بتواند به جلسه لنترن‌ها نفوذ کند و با ایجاد توهم، با ساخت یک هیولا، قدرت را از حلقه‌های آنها جذب کند. با این حال، جوردن فرار کرد و سینسترو را شکست داد. در Oa، جوردن سینسترو را در یک ظرف انرژی سبز قرار داد که با قدرت بسیاری که با آن می‌توان کل جهان را دور زد. اما سینسترو با یک حلقه قدرت زرد، که در پاشنه کفشش پنهان کرده بود، فرار کرد. او در فرار از دست نگهبانان بسیار خبره بود.

## قدرت‌ها و توانایی‌ها
سینسترو دارای یک حلقه زرد قدرت است که از لحاظ عملکرد مشابه حلقه‌های فانوس سبز است که به او امکان پرواز، توانایی زنده ماندن در هر محیط و توانایی ایجاد سازه‌هایی با هر شکل و اندازه را می‌دهد. این حلقه باید به‌طور مرتب و با کمک باتری که به شکل فانوس است، شارژ شود. هر حلقه، بسته به کاری می‌کند، به‌طور روزانه (هر ۲۴ ساعت) باید شارژ شود (روزانه در هر سیاره نیز متفاوت است).